# Michail Bogdanovič Barclay de Tolly
Michail Bogdanovič Barclay de Tolly (rusky Михаил Богданович Барклай-де-Толли; 16.jul./ 27. prosince 1761greg. Pamūšis, Kuronské a zemgalské vévodství, dnes Litva – 14.jul./ 26. května 1818greg. Insterburg, Východní Prusko) byl ruský generál, který v době napoleonských válek zmodernizoval carskou armádu a zrealizoval ve své době kontroverzní strategii, která při Vlastenecké válce v roce 1812 nesporně přispěla k porážce Napoleonovy půlmilionové armády. Za své zásluhy byl na sklonku vojenské kariéry povýšen do hodnosti polního maršála a byl mu udělen titul knížete.

## Mládí
Michail Bogdanovič (Michael Andreas) Barclay de Tolly pocházel ze zchudlé větve skotského šlechtického rodu Barclay de Tolly usazené v Livonsku, kam se jeden z jeho předků uchýlil z politických důvodů v průběhu 17. století. Jeho děd byl starostou Rigy a otec Weinhold Gotthard Barclay de Tolly (1734–1781) odešel do výslužby z ruské armády jako poručík. Ve svých třech letech byl Michail Bogdanovič poslán do Petrohradu ke svému strýci, jenž byl brigadýrem ruské armády a dal chlapci počáteční vojenské vzdělání. V osmi letech byl zapsán jako kadet v Novotrojickém kyrysnickém pluku, nicméně službu začal teprve v roce 1776 jako vachmistr pskovského karabinického pluku. V roce 1778, po náročném studiu a bezchybné službě, se stal trubačem (kornetem) a za osm let byl povýšen na poručíka.

## První válečné zkušenosti
V roce 1786 byl Barclay převelen do Finského mysliveckého sboru a byl jmenován generálním pobočníkem prince Anhaltsko-Bernburského, po jehož boku se účastnil rusko-turecké války (1787–1791). Křest ohněm prodělal při úspěšném útoku na město Očakov (1788) a za „projevenou statečnost a chladnokrevnost“ byl po této akci vyznamenán řádem sv. Vladimíra IV. stupně. V dalších bojích ve vojsku generála Platova se vyznamenal u Căuşeni a při dobytí Akkermanu (30. září 1789). V roce 1790 byl převelen k Finské armádě, v jejichž řadách se účastnil rusko-švédské války (1788–1790). V průběhu bojových operací byl při neúspěšném útoku na švédské opevnění smrtelně zraněn princ Anhaltsko-Bernburský (20. dubna 1790). Když bylo zřejmé, že zranění podlehne, nechal si zavolat Michaila Bogdanoviče a odkázal mu svůj meč, aby jej použil k prospěchu a slávě Ruska. Po podepsání mírových podmínek byl budoucí maršál převelen k petrohradskému granátnickému pluku, spolu s nímž se v roce 1794 účastnil války proti polským povstalcům. Za mimořádný úspěch při dobývání hradeb města Vilna a za porážku brigády plukovníka Grabowského u města Grodna, obdržel řád sv. Jiří IV. stupně a byl povýšen na podplukovníka. V roce 1796 přestoupil k Estonskému mysliveckému pluku (roku 1798 byla jednotka přejmenovaná na 4. myslivecký pluk) a stal se velitelem jeho I. praporu. V průběhu roku 1798 byl jmenován velitelem pluku a obdržel hodnost plukovníka. Za výborný stav jednotky byl v roce 1799 povýšen do hodnosti generálmajora.

## Proti Napoleonovi

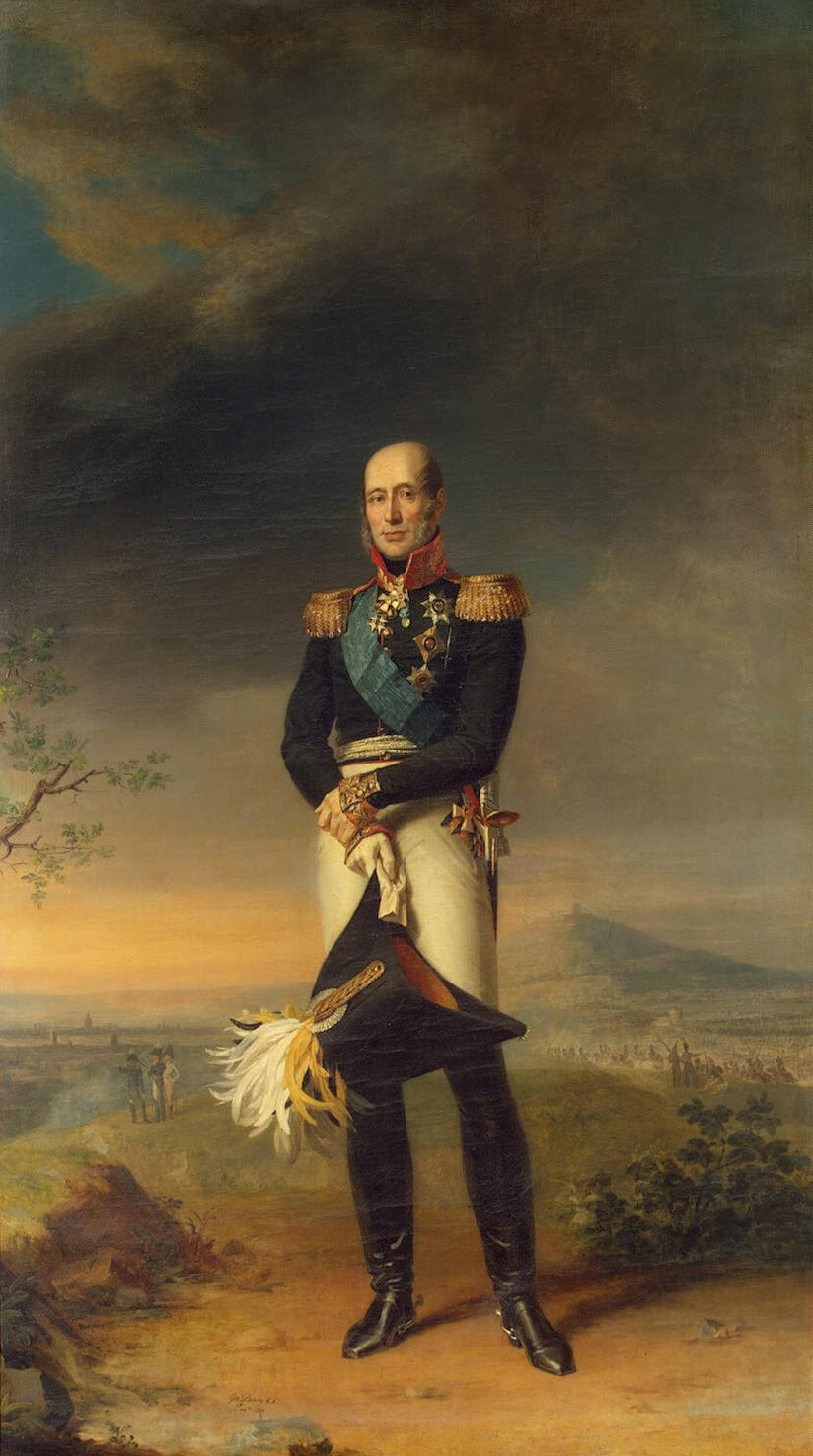
George Dawe: Michail Bogdanovič Barclay de Tolly. V pozadí vojenský tábor u Paříže

V roce 1805 vyrazil 4. myslivecký pluk pod velením generála Barclaye do války proti Francii, nicméně ještě za pochodu k vrchnímu veliteli armády generálporučíkovi Bennigsenovi dorazila zpráva o bitvě u Slavkova a jednotka se vrátila zpět do kasáren. Ve válkách čtvrté koalice (1806–1807) vedl jednu z brigád 4. divize pod velením Andreje Andrejeviče Golicyna. V bitvě u Pultuska mu velitel 1. ruské armády genpor. Bennigsen rozkázal zaujmout pozici na pravém křídle bitevní sestavy v Moszynském lese. V první fázi střetnutí vojáci pod jeho velením sváděli urputné boje se Suchetovou brigádou, avšak ve chvíli, kdy jim do pravého boku vpadla Daultannova (Gudinova) divize od Davoutova sboru, byli v husté vánici nuceni ze své pozice ustoupit. Při ústupu z Pultuska, spolu s generály Markovem (1769-1828) a Baggovutem (1761-1812), zastával předvoj 76 000 rusko-pruské armády. Posléze pod velením generála Bagrationa jeho muži tvořili zadní voj Bannigsenovy armády, který se snažil uniknout z kleští, nastražených na něj Napoleonem. 6. února 1807 měl za úkol zdržet Francouze v dalším postupu a umožnit Ruské armádě se od nepřítele odpoutat. Opevnil se proto ve vesničce Hof (Dwózno). Po třetí hodině odpolední jeho muži odrazili tři útoky francouzské jízdy, ale podlehli čtvrtému, drtivému útoku kyrysníků, kteří je obrátili na ústup. Situaci stabilizovaly až dva pluky kyrysníků, vedených knížetem Golicynem, který vzápětí při útoku na kyrysníky francouzské zahynul. Barclay de Tolly musel ustoupit, ale bojiště úplně nevyklidil. Druhého dne spolu s generálem Bagrationem zahájili ústup směrem k Pruskému Jílovému. První den bitvy u Jílového obsadily Barclayovy jednotky hřbitov a kostel v Jílovém. Při krvavém útoku Francouzů na vesnici a tuhém odporu Rusů, byl Barclay de Tolly těžce zraněn do ruky, přičemž došlo i ke zlomenině kosti. Tím pro něj bylo tažení u konce a musel opustit armádu, ale útěchou mu mohlo být, že byl povýšen na generálporučíka.
V rusko-švédské válce v letech 1808—1809 ruské vojsko pod velením Barclaye de Tolly uskutečnilo překvapivý přechod zamrzlého Botnického zálivu a přičinilo se o pád pevnosti Umea, čímž přimělo Švédy zahájit vyjednávání a postoupit Finsko Ruskému impériu. V březnu 1809 byl ustanoven generálem infanterie, jmenován vrchním velitelem ruské armády ve Finsku a generálním guvernérem nově připojeného Finska. Při uzavření míru byl vyznamenán řádem svatého Alexandra Něvského. Později se jeho nástupcem na místě guvernéra stal Fadděj Štejngel.
V roce 1809 bylo v Ruské armádě 61 generálporučíků. Z tohoto seznamu bylo Barclaye de Tolly za věkově staršími generály na 47. místě. Tím, že byl jmenován generálem pěchoty, předběhl 46 mužů. Ti se tjeho povýšení cítili dotčeni. Rozhořčeně o něm začali mluvit jako o „podlézavci“. Klevety ale plodila závist, neboť byl vojensky nadaný i organizačně schopný. Do ledna 1810 zůstal vrchním velitelem ruské armády ve Finsku. Od 20. ledna 1810 do září 1812 působil jako ministr války. V této funkci věnoval mnoho úsilí pro zesílení armády. Zavedl „Řád pro řízení velkých armádních celků“, v němž přesně stanovil práva a povinnosti vyšších náčelníků a personálu polních štábů. Založil novou organizaci vojenských sborů i nové vojenské stanovy, docílil zdokonalení v bojové přípravě, zvýšil početní stavy armády a rovněž se zasadil o výstavbu nových fortifikací.

## Vlastenecká válka roku 1812

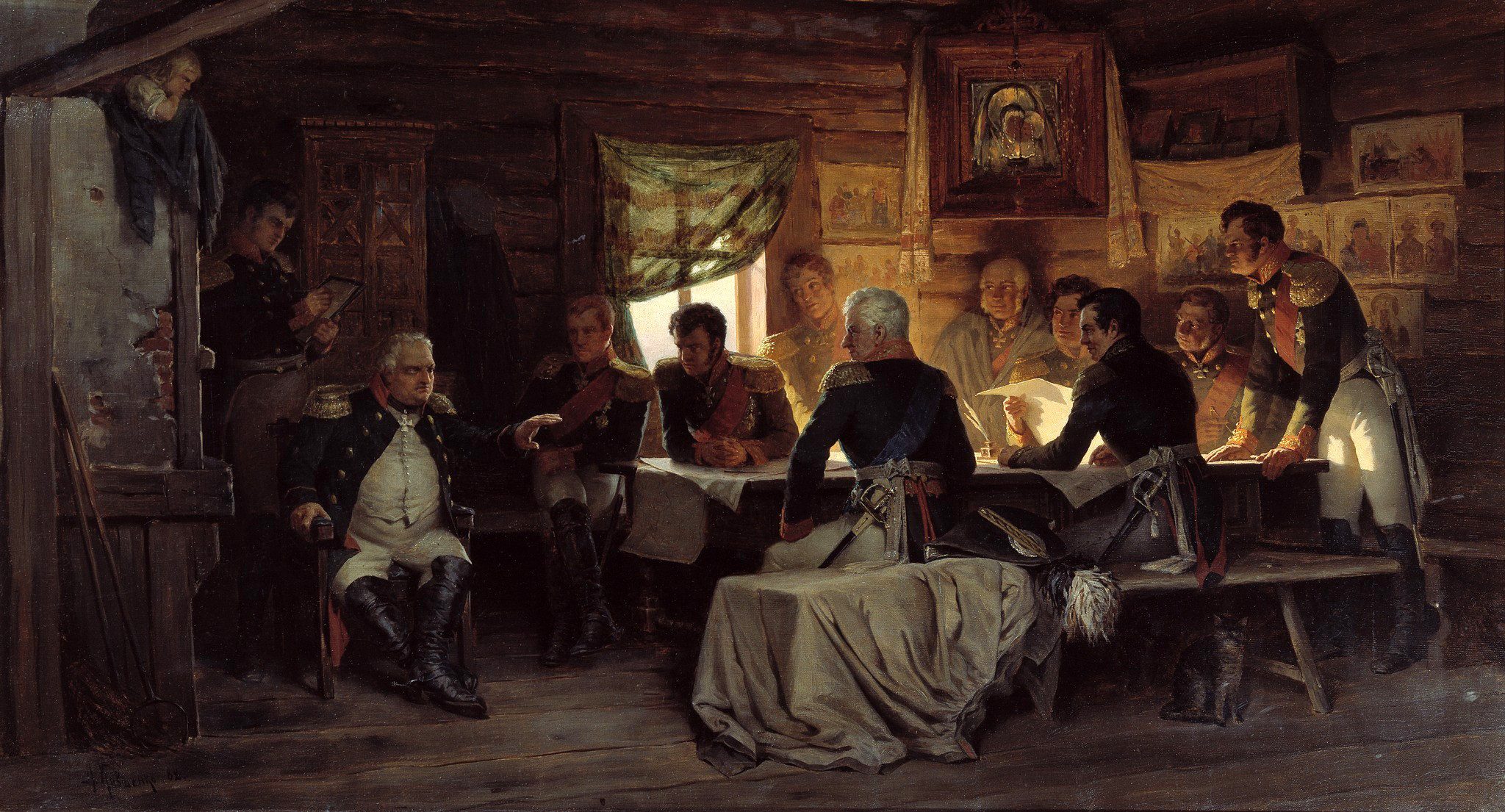
Alexej Danilovič Kivšenko: Porada ve Fillách. Barclay de Tolly je ztvárněn sedící pod ikonou

Barclay de Tollymu nebyl odpuštěn jeho cizí původ, zejména ne pravověrnými Rusy, kteří v něm stále viděli cizáka a požadovali jeho sesazení z funkce vrchního velitele. Navíc šlechta, carský dvůr ani obchodníci nebyli nadšeni taktikou spálené země, kterou uplatňoval ve válce se silnější Napoleonovou armádou.
V roce 1812 Barclay de Tolly velel 1. západní armádě, která stála na hranicích impéria v Litvě. Jeho armádu tvořilo šest pěších sborů, tři jezdecké sbory a lehké jezdectvo atamana Platova, tedy cca 110 000 mužů a 558 děl. Druhé armádě velel generál Bagration, třetí záložní armádě velel generál Tormasov. Všem třem celkům však s určitými omezeními velel de Tolly. 28. června za prvních bojových potyček proběhlo stahování 1. armády z Vilna k opevněnému táboru u Drissy. První větší boje proběhly v okolí Vitebska a Smolenska, ale generální bitvu stále účelově odmítal. 2. srpna došlo ke spojení 1. a 2. armády. Bagration se neochotně podřídil de Tollyho velení a za čas jej začal obviňovat z neschopnosti. Nezbytnost ústupu zapříčinila nelibost v zemi i u armády. Poté, co byl nucen opustit Smolensk a po bojích u Valutiny Hory dál ustupovat k Moskvě, se 20. srpna 1812 ze všech stran ovlivňovaný car nerad odhodlal ustanovit velitelem všech vojsk M. I. Kutuzova. Barclay de Tolly zůstal velitelem 1. armády, odvolání z funkce vrchního velitele však pro něj byla obrovská rána. Dalo mu mnoho úsilí nedat své pocity najevo, nicméně požádal cara, aby jej zprostil také povinností ministra války. Imperátor jeho žádosti vyhověl, přesto své stávající povinnosti vykonával s iniciativou, jaká mu byla vlastní a tiše snášel opovržení, které k němu chovala většina národa. Generálu Jermolovovi se devět dní po bitvě u Borodina svěřil, že v boji hledal smrt. V průběhu tohoto střetnutí, které byl Kutuzov přinucen svést před branami Moskvy, de Tolly velel středu a pravému křídlu armády. V nejtěžších chvílích podporoval generála Jermolova i Miloradoviče. V jednu chvíli se svou svitou vjel mezi francouzské kyrysníky útočící u Velké reduty, jeden z kyrysníků už se napřahoval, aby jej zabil palašem, ale zachránil ho jeho věrný podkoní, který jezdce sestřelil z koně. Na konci bitvy, když už Francouzi opanovali všechny důležité body bojiště a vojáci byli velmi unavení, poslal de Tolly ke Kutuzovovi svého pobočníka s žádostí o další pokyny, respektive s návrhem, aby ruská armáda zahájila ústup. Kutuzov však odpověděl velmi alibisticky: „…pokud se nebude Napoleon bít, nebudou se bít ani Rusové,“ čímž zodpovědnost za ústup svaloval na de Tollyho. Nicméně psaný rozkaz obsahoval i instrukce, aby se armáda z bojiště stáhla na úroveň vesnice Gorky a za Utický les. Zde se de Tolly snažil vybudovat další linii obrany, na níž by jeho jednotky vedly boje i následující den, avšak Kutuzovovy instrukce jej rozladily, neboť byl přesvědčen, že jeho muži budou schopni vést protiútok ještě téhož večera, ne však nazítří, kdy to s ohledem na celkovou únavu nebude možné. Barclay de Tolly mezitím zjistil, že se Francouzi z většiny dobytých pozic stáhli a na bitevním poli zanechali jen nepatrné síly. Vydal proto rozkaz, aby druhého dne ráno generál Miloradovič obsadil pozici, kde stála Rajevského baterie. V nočních hodinách však Kutuzov změnil své rozkazy a nařídil všeobecný ústup na výšiny u Možajska. Michail Bogdanovič s tímto rozhodnutím nesouhlasil, avšak Dochturův sbor již vyrazil na pochod, proto mu nezbývalo než se podřídit a začít své muže organizovaně stahovat určeným směrem.
Po rozhodnutí opustit Moskvu, jejíž obranu považoval pro stav vojska za nemožnou, požádal imperátora o zproštění ze služby. Na konci října dostal svolení a vydal se do Kalugy a později na podzim, cestou přes Petrohrad, dorazil do své vesnice v Livonii. Zde napsal dlouhý dopis Caru Alexandrovi I. ve kterém se pokusil vyložit své vidění války i důvody odjezdu z armády. Jako odpověď obdržel přátelsky laděný dopis, v němž car přiznal správnosti jeho činů ve funkci velitele 1. armády. Dodnes všichni historici považují jeho strategii vedení války v její první fázi za správnou a vzhledem k možnostem, kterými disponoval, za nevyhnutelnou.

## Na sklonku života

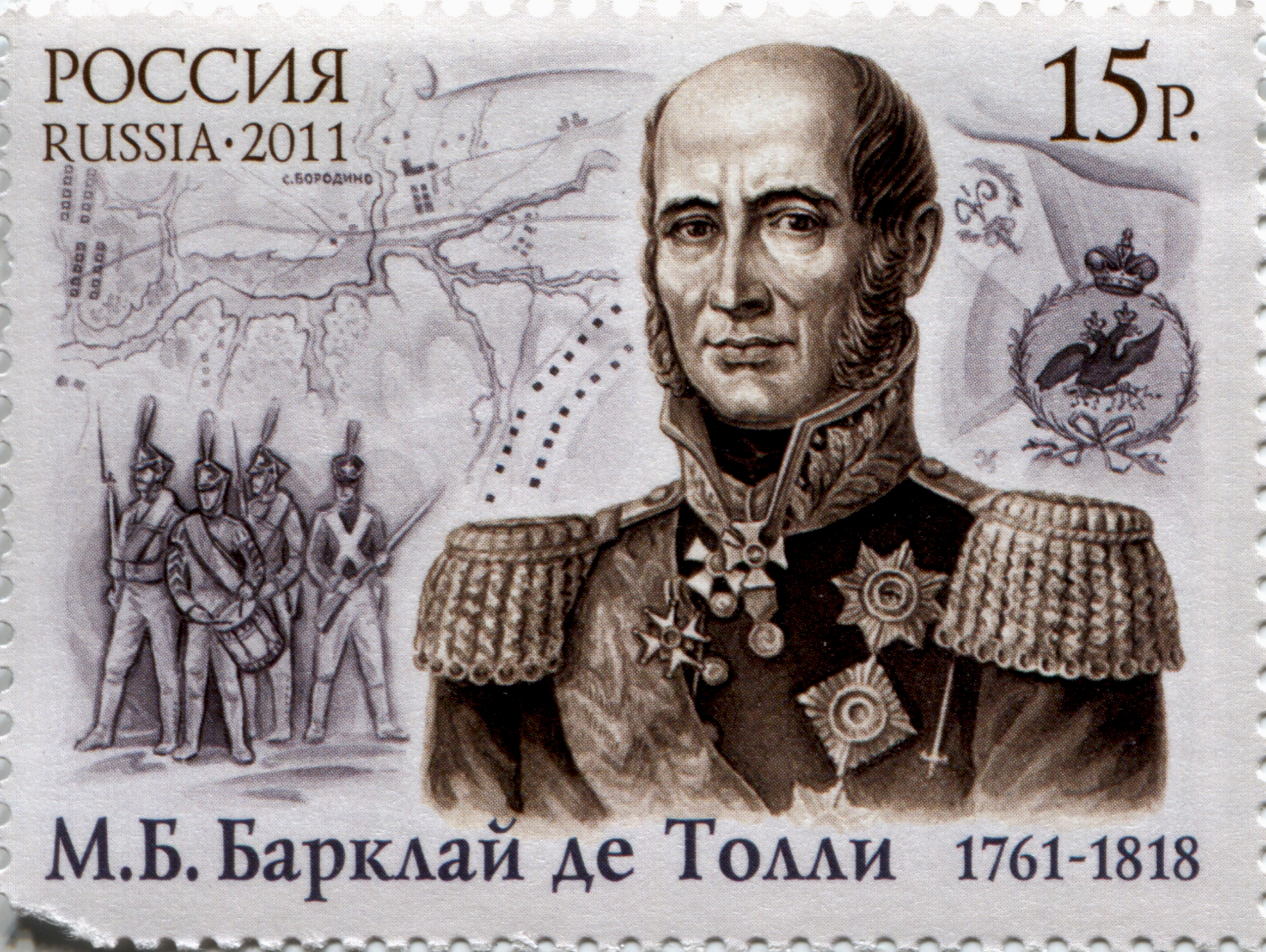
Michail Bogdanovič Barclay de Tolly na ruské poštovní známce, 2011

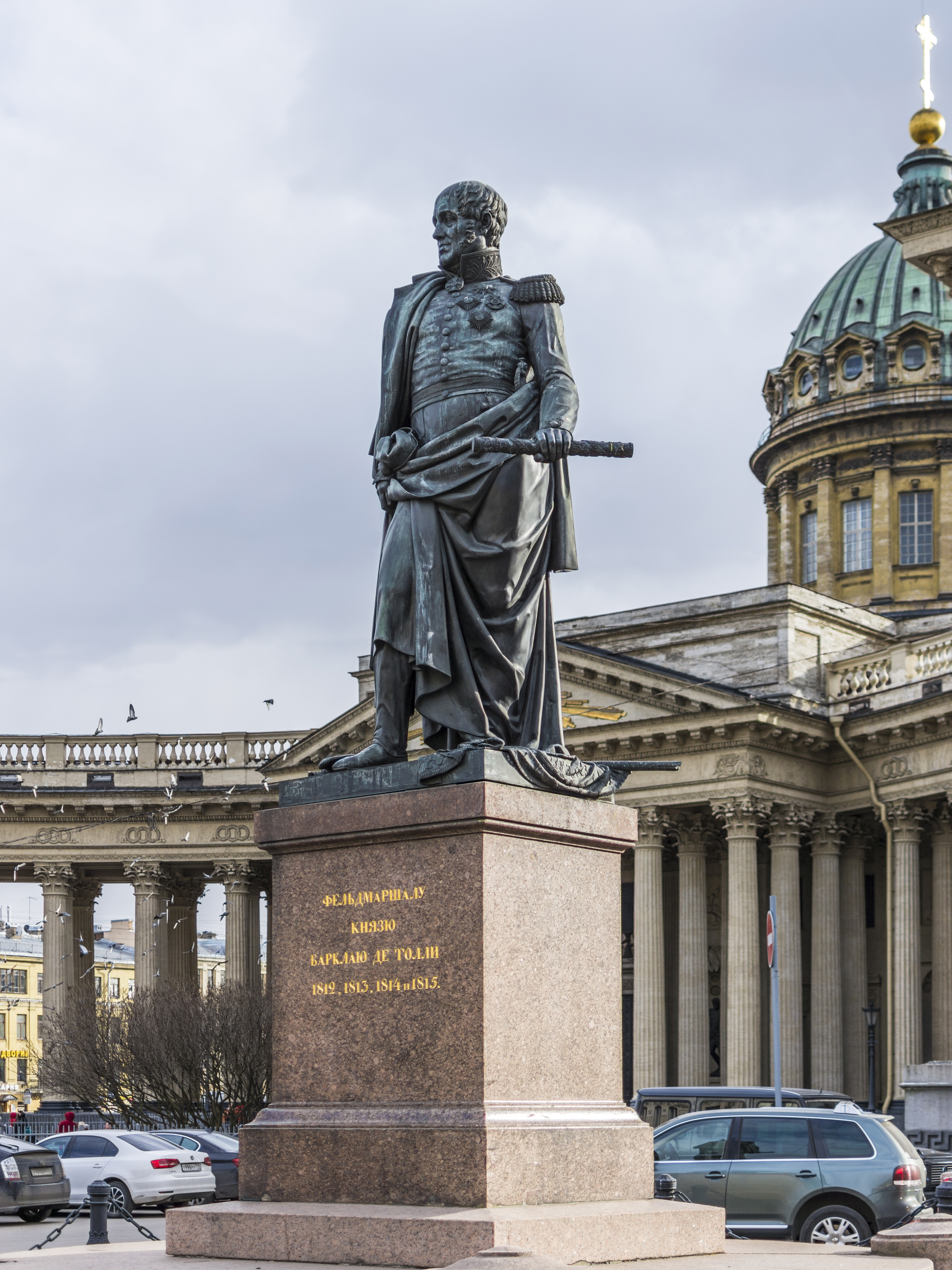
Pomník Barclaye de Tolly v Petrohradu

3. února 1813 Barclay de Tolly přijal velení 3. armády. 25. května, po odvolání generála Wittgensteina, přijal velení rusko-pruské armády. Bylo to v předvečer příměří s Napoleonem. Po vypršení příměří byly jeho jednotky začleněny do rámce České armády pod velením rakouského polního maršála Schwarzenberga. S tímto spojeneckým uskupením se účastnil bitvy u Drážďan, bitvy Chlumce a Přestanova, bitvy u Lipska a operací u Paříže. Za zásluhy byl povýšen na hraběte, a po vítězství u Paříže 18. března 1814 obdržel hůl polního maršála (feldmaršál). O jedenáct dní později se Napoleon vzdal trůnu a válka skončila. De Tolly byl po návratu do Ruska jmenován vrchním velitelem 1. armády, která kvartýrovala v Polsku. V průběhu „sta dní“ s armádou opět táhl do Francie, než však stačil zasáhnout do bojů, byl Napoleon poražen v bitvě u Waterloo. 30. srpna 1815 byl za skvělý stav armády carem Alexandrem I. jmenován do knížecího stavu. Také spojenci jej dekorovali řadou vyznamenání a řádů.
Počátkem roku 1818 dostal Barclay de Tolly dovolenou a odcestoval na léčení do německých lázní. Do cíle své cesty však nikdy nedorazil. Dne 15. (26.) května 1818 ve věku 57 let, necelých dvanáct kilometrů od Instenburgu, zemřel. 30. května bylo jeho tělo převezeno do Rigy, kde se konal okázalý smuteční obřad. Maršálovo srdce je pochováno na nevelkém návrší na cípu Botnického zálivu a nabalzamované ostatky zemřelého byly doručeny do rodového statku Bekrof. V roce 1823 mu nechala jeho manželka vystavět mauzoleum, které je zachováno do dnešních dnů.